# Бойна стрелба
Бойна стрелба е термин употребяван във военното дело за обозначаване на стрелбата с бойно оръжие, провеждана със стандартни боеприпаси.

## Видове оръжия
Бойната стрелба се извършва с всички типове и видове огнестрелно оръжие или друго стрелково оръжие годно за изпълнение на задачите възникващи при полицейската или военна дейност. Най-характерното е употребата на боеприпаси, способни да нанесят поражение на личния състав или техника на противника. В Българската армия бойната стрелба се провежда с пистолети, автомати, гранатомети, оръдия, танкове, самолети, вертолети, кораби, подводници и други.

## Изучаване и провеждане
В дисциплината огнева подготовка, бойната стрелба заема основно място. Обикновено изучаването и провеждането на бойна стрелба е предшествано от изучаване и провеждане на учебна имитационна стрелба. Бойната стрелба бива учебна и реална. Учебната бойната стрелба се провежда на тактическите полигони, учебни полигони, огневи полоси, стрелбища и други предвидени от устава и закона места. Реалната бойна стрелба е тази, която се провежда в реални бойни действия и операции. Тя е неизменно свързана и подчинена на тактическите нужди, наложени от конкретната ситуация.